# Skynd
Skynd (cách điệu: SKYND) là một ban nhạc rock bao gồm ca sĩ chính, Skynd và nghệ sĩ đa nhạc cụ, Father. Họ đã đi tiên phong trong thể loại nhạc tội phạm và các bài hát chủ yếu dựa trên những cái chết và vụ giết người đáng lo ngại. Họ đã phát hành các bài hát về các chủ đề khác nhau, từ cái chết của Elisa Lam, vụ ngộ sát Conrad Roy, vụ tự sát hàng loạt ở Jonestown, vụ thảm sát trường trung học Columbine, đến những kẻ giết người như Gary M. Heidnik và Katherine Knight.

## Lịch sử
Skynd được biết đến với phong cách thanh nhạc đa dạng từ âm vực cao đến âm vực thấp và thường có yếu tố phi nhân tính. Đáng chú ý, Jonathan Davis của Korn cũng là một fan hâm mộ của tội phạm thực sự và đã tham gia cùng Skynd trong bài hát của cô, "Gary Heidnik". Davis cũng xuất hiện trong video âm nhạc.
Buổi biểu diễn đầu tiên của Skynd là tại Electrowerkz vào năm 2019, nơi cô mặc trang phục kết hợp hài hòa giữa xác chết và quần áo theo phong cách Victoria. Người hâm mộ đã được chào đón bằng những cốc Kool-Aid như một đề cập đến bài hát của cô ấy về vụ thảm sát Jonestown. Ngay sau đó, Skynd lọt vào danh sách lọt vào vòng chung kết Heavy Music Awards 2020.
Skynd đã được phỏng vấn bởi The Boo Crew trên tập 90 của podcast Bloody Disgusting, cũng như bởi Ebony Story of Wall of Sound.

## Đĩa đơn

### EPs
- Chapter I (2018)
- Chapter II (2019)